# Ponta Barro Bóbó
A Ponta Barro Bóbó é uma formação geológica costeira de São Tomé e Príncipe, localizada na ilha de São Tomé, a Este da província Lobata. Este acidente geológico localiza-se entre a Praia da Mutamba e a Praia das Plancas.